# 哈洛 (英國國會選區)
哈洛（英語：Harlow），英國國會一郡選區，包括英格蘭東部埃塞克斯郡西部，包括哈洛南部和埃平森林區一部。本區創始於1974年。
本區是工黨和保守黨爭持的選區。2010年大選中保守黨的羅伯特·哈方以44.9%選票擊敗了爭取連任的工黨議員韋明浩。